# Bílý trpaslík

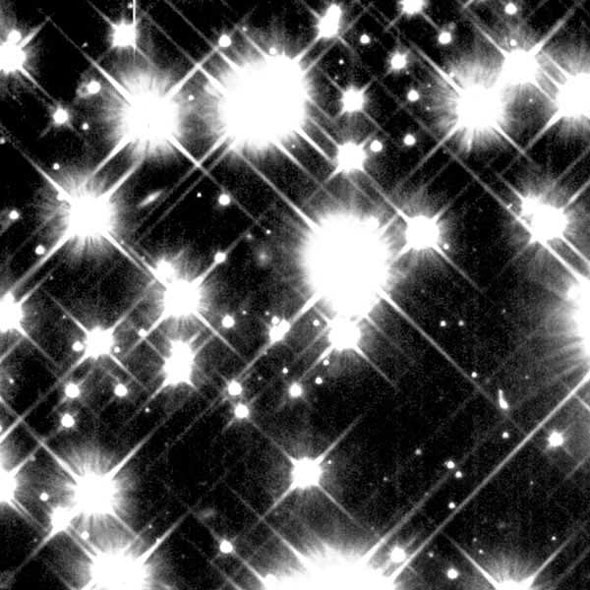
Bílí trpaslíci

Bílý trpaslík je astronomický objekt vznikající zhroucením hvězdy o průměrné nebo podprůměrné hmotnosti. Tyto hvězdy nejsou dostatečně hmotné, aby dosáhly ve svém jádře teplot potřebných k fúzi uhlíku. Poté, co se stanou rudým obrem během své fáze spalování hélia, odhodí své vnější vrstvy a ty vytvoří planetární mlhovinu. Na místě původní hvězdy zůstane jen neaktivní jádro skládající se převážně z uhlíku a kyslíku.
Toto jádro nemá další zdroj energie, takže zvolna vyzařuje energii nashromážděnou za aktivního života hvězdy a chladne. Protože není chráněno před gravitačním kolapsem fúzními reakcemi, stalo se extrémně hustým – typicky je polovina hmotnosti Slunce obsažena v objemu odpovídajícím objemu Země. Bílý trpaslík je udržován tlakem degenerovaného elektronového plynu. Maximální hmotnost bílého trpaslíka, po jejímž překročení již tlak degenerovaného plynu není schopen odolat gravitaci, je asi 1,4 hmotností Slunce. Bílý trpaslík, který přesáhne tuto hodnotu (známou jako Chandrasekharova mez), obvykle přenosem hmoty ze svého hvězdného průvodce, exploduje jako supernova typu Ia.
Pokud se tak nestane, ochladí se za stovky miliard let natolik, že již nebude viditelný a stane se černým trpaslíkem. Vezmeme-li v úvahu celou dosavadní historii vesmíru (asi 13,8 miliardy let), musí i ten nejstarší bílý trpaslík stále vyzařovat na teplotách několik tisíc kelvinů.
Bílý trpaslík se občas vyskytuje v dvojhvězdném páru s rudým obrem. Tyto hvězdy obíhají okolo společného těžiště v takové blízkosti, že se gravitačně ovlivňují a bílý trpaslík na sobě hromadí hmotu svého hvězdného souseda. Jakmile dosáhne dostatečného množství vodíku, prudce zažehne termonukleární reakci a je možné pozorovat novu.